# دوري إسطنبول لكرة القدم 1945–46
دوري إسطنبول لكرة القدم 1945–46 هو موسم من دوري اسطنبول لكرة القدم ‏. فاز فيه نادي بشكتاش.